# 普赖萨克
普赖萨克（法語：Prayssac，法語發音：[pʁɛsak]），法国西南部城市，奥克西塔尼大区洛特省的一个市镇，隶属于卡奥尔区，其市镇面积为24.05平方公里，2022年1月1日时人口数量为2,500人，在法国城市中排名第4,547位。
普赖萨克位于洛特省西南部，洛特河一处曲流的内侧，是一个区域性的中心城市。法国元帅让-巴蒂斯特·贝西埃出生于普赖萨克。

## 地名来源
“普赖萨克”一名来源于拉丁化的高卢人名“Priscus”，后者可能是当地历史上的一名领主。
普赖萨克所处区域历史上曾通行奥克语，“Prayssac”对应的奥克语拼写为“Praissac”。

## 历史

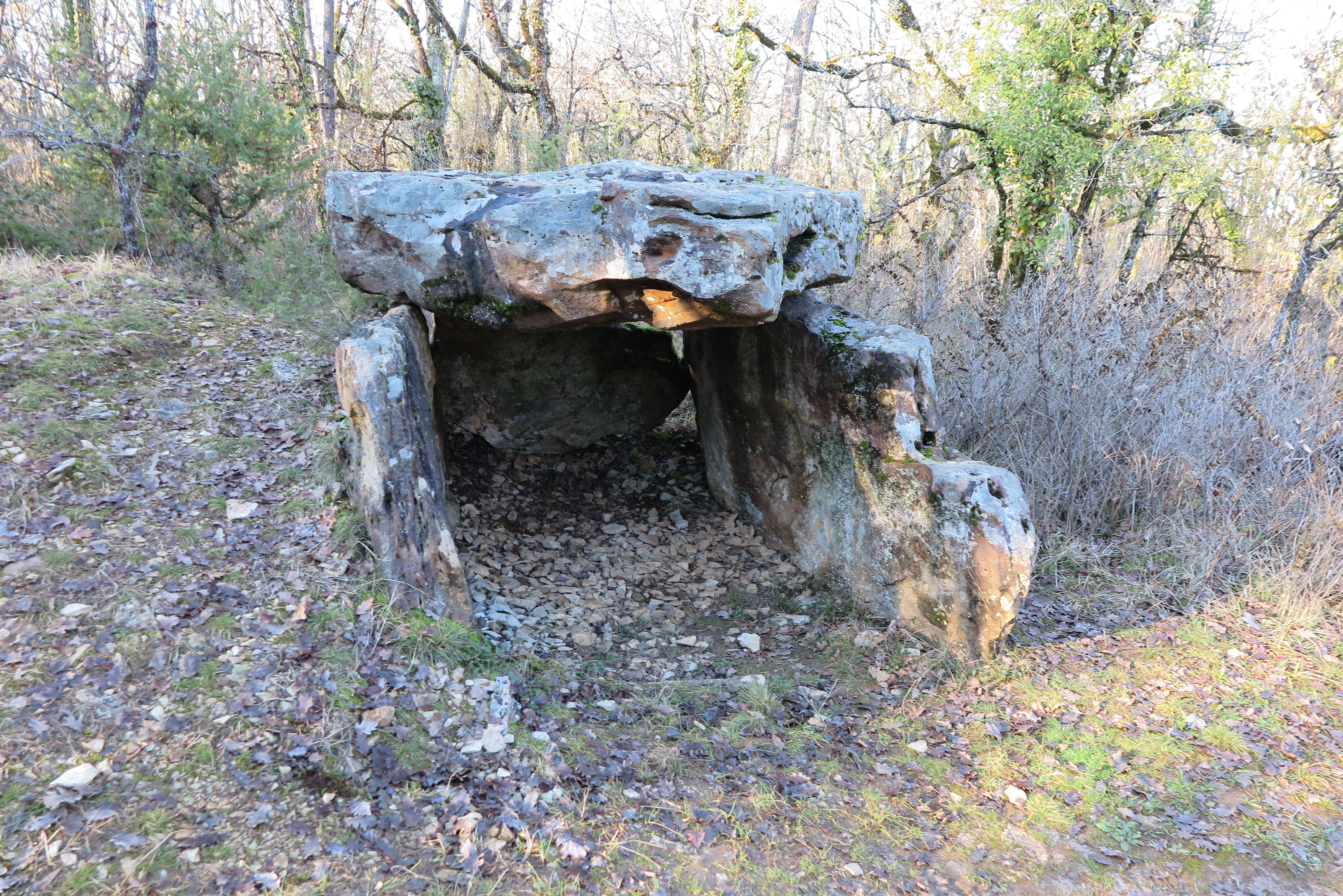
普赖萨克的一处石碓

普赖萨克的早期历史尚不清楚，该区域古典时期曾为卡杜尔克人的活动范围，这一地区被称为“凯尔西”。根据当地官方网站的论述，普赖萨克始建于公元8世纪，因当地的一处教堂而逐渐形成聚落，彼时该区域为卡奥尔主教区的一处领地。公元12世纪时，普赖萨克被贝拉尔迪家族（famille de Beraldi）购买，当地于1280年获得市镇宪章，当地的商业得到发展。法国大革命后，普赖萨克成为洛特省的一个市镇。1795至1800年间，卡尔韦拉克（Calvayrac）、尼欧东（Niaudon）和勒泰龙（Le Théron）三个市镇先后整体并入普赖萨克的市镇范围内。19世纪末期，普赖萨克境内的多个区域被开辟为葡萄酒种植园，后因根瘤蚜疫情爆发而大片荒废。沿洛特河修建、途径普赖萨克的蒙桑普龙-利博斯－卡奥尔铁路于1869年建成通车，后因公路兴起而于1971年关闭。

## 地理

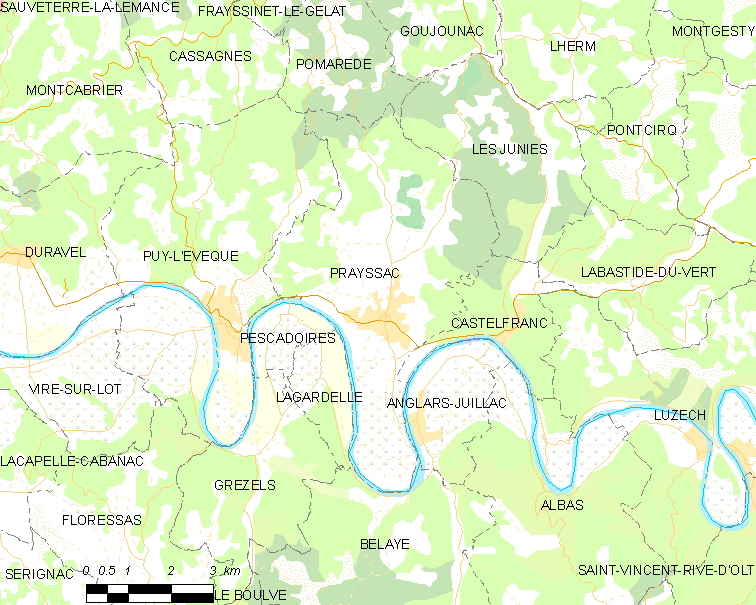
普赖萨克市镇范围地图

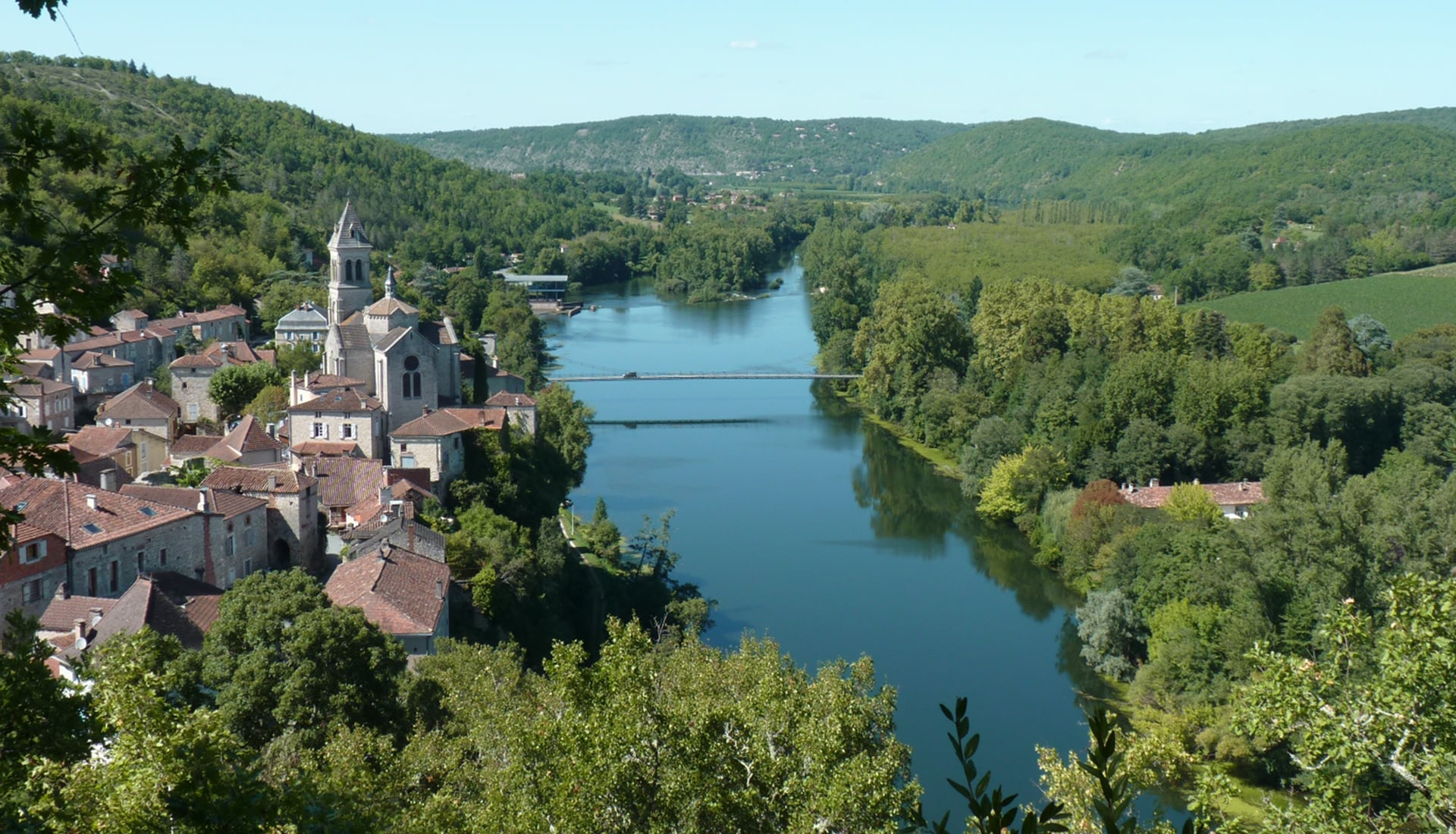
洛特河谷

普赖萨克位于法国西南部，奥克西塔尼大区西北部和洛特省西南部，距离省会卡奥尔大约28公里。与普赖萨克接壤的市镇包括：皮莱韦克、昂格拉尔-瑞亚克、贝莱、卡斯泰尔弗朗、莱瑞尼、拉加代勒、佩斯卡杜瓦尔、波马雷德。

### 地形
普赖萨克位于法国中央高原西部与阿基坦盆地的过渡地带，境内以浅丘和丘陵为主，市镇中心位于一处地势较为开阔的缓丘上，全境海拔在80到284米之间。

### 水文
普赖萨克位于加龙河流域，其右岸一级支流洛特河自东向西蜿蜒流经，普赖萨克镇中心位于该河一处U字形曲流的内侧，因水文及地形限制，其城市并未沿河发展。丰屈贝尔特溪（ruisseau de Font-Cuberte）自北向南流经市区西北部。

### 植被
普赖萨克属于温带阔叶混交林区，林地主要分布于河流附近及丘陵地区。
在鲜花城市的评比中，普赖萨克被评为3星级鲜花城市。

### 气候
普赖萨克在柯本气候分类法中属于温带海洋性气候。
距离普赖萨克最近的常年气象站位于昂格拉尔境内，以下为该气象站的数据（其中日照数据取自古尔东）：
| 昂格拉尔 1981年－2019年                 | 昂格拉尔 1981年－2019年 | 昂格拉尔 1981年－2019年 | 昂格拉尔 1981年－2019年 | 昂格拉尔 1981年－2019年 | 昂格拉尔 1981年－2019年 | 昂格拉尔 1981年－2019年 | 昂格拉尔 1981年－2019年 | 昂格拉尔 1981年－2019年 | 昂格拉尔 1981年－2019年 | 昂格拉尔 1981年－2019年 | 昂格拉尔 1981年－2019年 | 昂格拉尔 1981年－2019年 | 昂格拉尔 1981年－2019年 |
| 月份                                    | 1月                     | 2月                     | 3月                     | 4月                     | 5月                     | 6月                     | 7月                     | 8月                     | 9月                     | 10月                    | 11月                    | 12月                    | 全年                    |
| --------------------------------------- | ----------------------- | ----------------------- | ----------------------- | ----------------------- | ----------------------- | ----------------------- | ----------------------- | ----------------------- | ----------------------- | ----------------------- | ----------------------- | ----------------------- | ----------------------- |
| 历史最高温 °C（°F）                     | 19 (66)                 | 24.3 (75.7)             | 27 (81)                 | 30.7 (87.3)             | 33.8 (92.8)             | 39.2 (102.6)            | 40 (104)                | 41.5 (106.7)            | 37.5 (99.5)             | 33 (91)                 | 26 (79)                 | 20 (68)                 | 41.5 (106.7)            |
| 平均高温 °C（°F）                       | 10 (50)                 | 12 (54)                 | 15.8 (60.4)             | 17.8 (64.0)             | 22.5 (72.5)             | 25.7 (78.3)             | 27.9 (82.2)             | 28.1 (82.6)             | 24.1 (75.4)             | 19.8 (67.6)             | 13.3 (55.9)             | 10.1 (50.2)             | 18.9 (66.0)             |
| 日均气温 °C（°F）                       | 5.9 (42.6)              | 6.9 (44.4)              | 9.8 (49.6)              | 12 (54)                 | 16.3 (61.3)             | 19.3 (66.7)             | 21.2 (70.2)             | 21.3 (70.3)             | 17.6 (63.7)             | 14.4 (57.9)             | 9 (48)                  | 6.1 (43.0)              | 13.3 (55.9)             |
| 平均低温 °C（°F）                       | 1.8 (35.2)              | 1.8 (35.2)              | 3.8 (38.8)              | 6.1 (43.0)              | 10 (50)                 | 12.8 (55.0)             | 14.6 (58.3)             | 14.5 (58.1)             | 11.1 (52.0)             | 9 (48)                  | 4.7 (40.5)              | 2.1 (35.8)              | 7.7 (45.9)              |
| 历史最低温 °C（°F）                     | −11 (12)                | −15 (5)                 | −12.2 (10.0)            | −4 (25)                 | −0.4 (31.3)             | 2.7 (36.9)              | 6 (43)                  | 5 (41)                  | 0.9 (33.6)              | −3.9 (25.0)             | −9.4 (15.1)             | −11.9 (10.6)            | −15 (5)                 |
| 平均降水量 mm（）                       | 65.1 (2.56)             | 55.1 (2.17)             | 56.9 (2.24)             | 79.7 (3.14)             | 74.2 (2.92)             | 61.3 (2.41)             | 59.8 (2.35)             | 63.1 (2.48)             | 70.1 (2.76)             | 65.7 (2.59)             | 76.1 (3.00)             | 69.5 (2.74)             | 796.6 (31.36)           |
| 月均日照時數                            | 100.5                   | 120.7                   | 173.9                   | 178.6                   | 213.7                   | 244.6                   | 262.1                   | 247.4                   | 207.8                   | 146.3                   | 93.2                    | 90.3                    | 2,079.1                 |
| 来源：infoclimat.fr、annuaire-mairie.fr |                         |                         |                         |                         |                         |                         |                         |                         |                         |                         |                         |                         |                         |

## 行政区划
普赖萨克是法国奥克西塔尼大区洛特省的一个市镇，编号为46225。普赖萨克隶属于卡奥尔区、洛特省第一选区以及皮莱韦克县，同时也是洛特河谷-葡萄园市镇公共社区的组成部分。
法国国家统计与经济研究所（简称）在进行数据统计时，将普赖萨克及相邻的另外三个市镇设为普赖萨克城市核心区，但未将普赖萨克划入任何城市区以及城市辐射区（）内。此外，还将普赖萨克市镇整体看作一个“块区”（IRIS），以便于统计人口分布情况。

## 交通

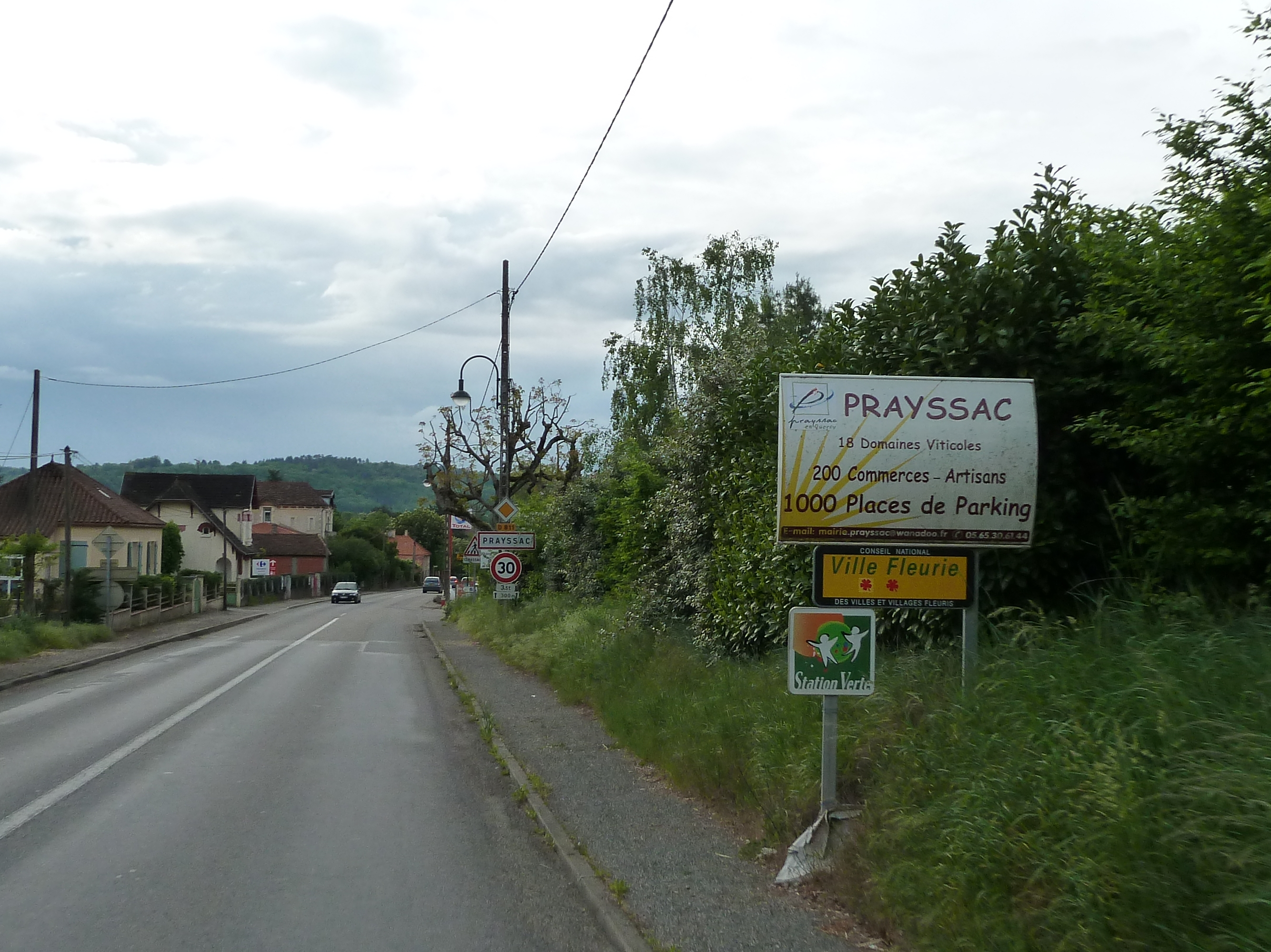
途径普赖萨克的一条公路

### 公路
洛特省省道D67线、D172线和D811线在普赖萨克境内交汇，奥克西塔尼大区下属的城际客运提供巴士线路，可前往卡奥尔、蒙桑普龙-利博斯、洛特河畔维尔等地。
| 57 | 33 |

| 卡奥尔 | 28 |

| 洛特河畔新城 | 47 |

| 古尔东 | 40 |

2018年，64%的普赖萨克家庭拥有至少一辆私人汽车。2019年，普赖萨克境内共发生各类交通事故1起，造成1人受伤。

### 铁路
普赖萨克位于蒙桑普龙-利博斯－卡奥尔铁路上，该铁路已于1971年关闭。
距离普赖萨克最近的运营中的客运铁路车站为25公里外的蒙桑普龙-利博斯站，该站停靠往返于佩里格和阿让一线的区域列车。

### 航空
距离普赖萨克最近的民用航空站为阿让机场，距离普赖萨克市中心的公路里程约70公里。

### 城市公共交通
截至2022年6月，普赖萨克暂无城市公共交通系统。

## 政治

### 市政内阁

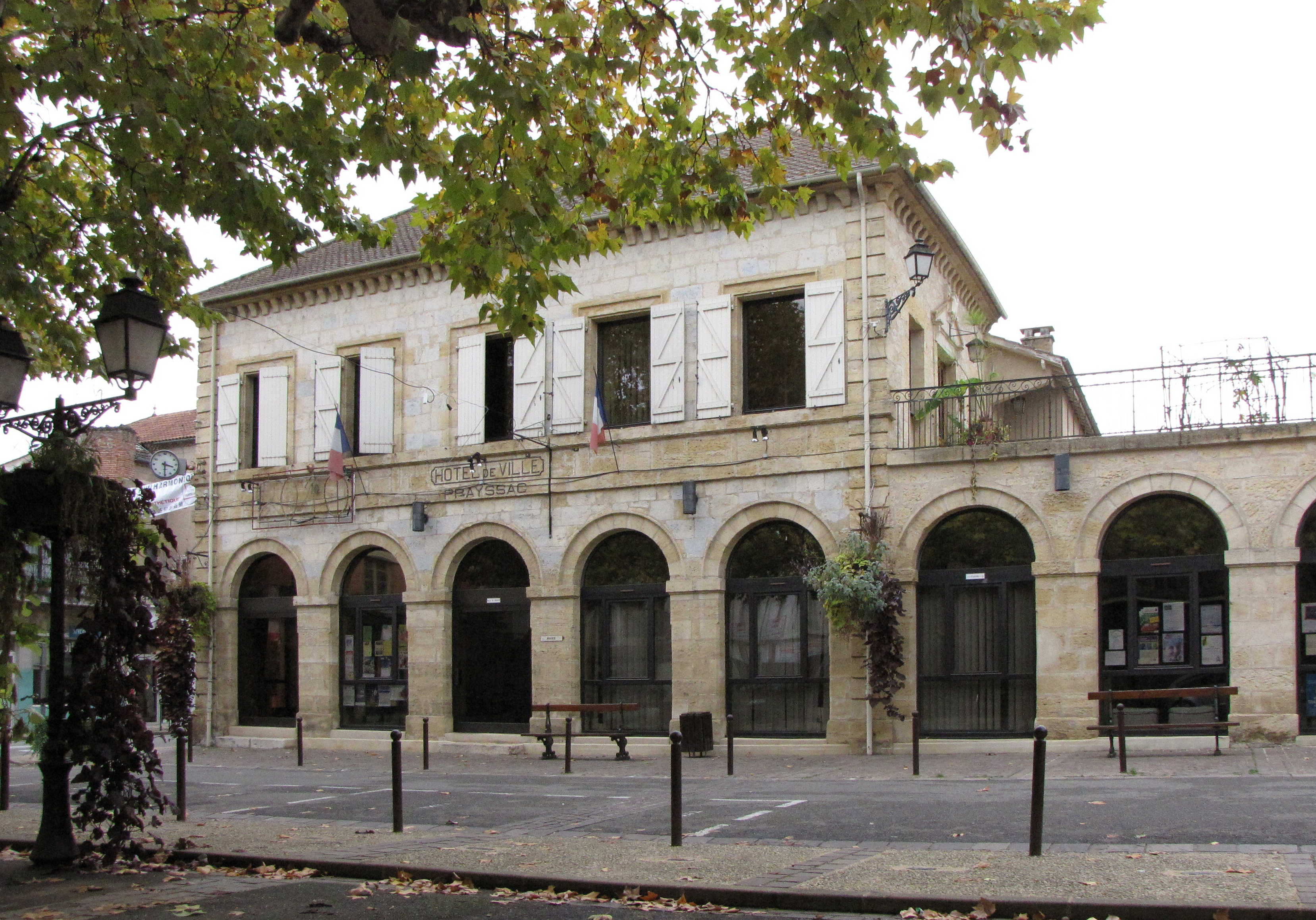
普赖萨克市政厅

普赖萨克的现任市长为法比亚娜·西戈女士（Fabienne SIGAUD），她是一名左翼无党派人士，在2020年的市政选举中获得了65.94%的支持率。
| 普赖萨克历届市长 | 普赖萨克历届市长               | 普赖萨克历届市长  |
| 任期             | 市长                           | 党派              |
| ---------------- | ------------------------------ | ----------------- |
| 1947年－1953年   | Laurent FRAYSSE 洛朗·弗雷斯    | 不详              |
| 1953年－1965年   | Maurice FAURE 莫里斯·福尔      | PR法国共和人党    |
| 1965年－1977年   | Andrée FAURE 昂德蕾·福尔       | PR法国共和人党    |
| 1977年－1989年   | Camille COUTURE 卡米耶·库蒂尔  | 不详              |
| 1989年－2014年   | Michel LOLMÈDE 米歇尔·洛尔梅德 | PS社会党          |
| 2014年－2017年   | Claude DESCHAMPS 克洛德·德尚   | DVG左翼无党派人士 |
| 2017年－         | Fabienne SIGAUD 法比亚娜·西戈  | DVG左翼无党派人士 |

### 各级选举
| 普赖萨克历届投票选举结果 | 普赖萨克历届投票选举结果 | 普赖萨克历届投票选举结果 | 普赖萨克历届投票选举结果 | 普赖萨克历届投票选举结果        | 普赖萨克历届投票选举结果 | 普赖萨克历届投票选举结果 | 普赖萨克历届投票选举结果        | 普赖萨克历届投票选举结果 | 普赖萨克历届投票选举结果 |
| 选举项目                 | 选举范围                 | 选区单位                 | 选区单位内的选举结果     | 选区单位内的选举结果            | 选区单位内的选举结果     | 选区单位内的选举结果     | 选区单位内的选举结果            | 选区单位内的选举结果     | 参考资料                 |
| 选举项目                 | 选举范围                 | 选区单位                 | 第一轮胜出者             | 第一轮胜出者                    | 支持率                   | 第二轮胜出者             | 第二轮胜出者                    | 支持率                   | 参考资料                 |
| ------------------------ | ------------------------ | ------------------------ | ------------------------ | ------------------------------- | ------------------------ | ------------------------ | ------------------------------- | ------------------------ | ------------------------ |
| 2017年法國總統選舉       | 法國                     | 市镇                     |                          | 埃马纽埃尔·马克龙               | 27.76%                   |                          | 埃马纽埃尔·马克龙               | 72.05%                   | [ 22 ]                   |
| 2017年法国立法选举       | 洛特省第一选区           | 市镇                     |                          | 塞巴斯蒂安·莫雷尔               | 29.35%                   |                          | 奥雷利安·普拉迪耶               | 52.33%                   | [ 22 ]                   |
| 2019年欧洲议会选举       | 法國                     | 市镇                     |                          | 娜塔莉·卢瓦索                   | 24.95%                   | （不适用）               | （不适用）                      | （不适用）               | [ 24 ]                   |
| 2021年法国省级选举       | 洛特省                   | 县                       |                          | 塞尔日·布拉迪尼埃 法比亚娜·西戈 | 42.93%                   |                          | 雷米·布朗科 韦萝妮克·沙桑       | 52.65%                   | [ 25 ]                   |
| 2021年法国省级选举       | 洛特省                   | 市镇                     |                          | 塞尔日·布拉迪尼埃 法比亚娜·西戈 | 59.93%                   |                          | 塞尔日·布拉迪尼埃 法比亚娜·西戈 | 62.59%                   | [ 25 ]                   |
| 2021年法国大区选举       | 奧克西塔尼大區           | 市镇                     |                          | 奥雷利安·普拉迪耶               | 40.4%                    |                          | 奥雷利安·普拉迪耶               | 48.39%                   | [ 26 ]                   |
| 2022年法国总统选举       | 法國                     | 市镇                     |                          | 埃马纽埃尔·马克龙               | 29.15%                   |                          | 埃马纽埃尔·马克龙               | 60.4%                    | [ 22 ]                   |

## 人口
2018年，普赖萨克市镇人口数量为2,394，在法国排名第4,547位。其中男性1,060人，女性1,334人，75岁及以上人口占19.7%，外籍人口数量为424人，人口密度为100人/平方公里，当地居民被称为（男性）或（女性）。2019年，普赖萨克境内出生16人，死亡人口51人。
| 普赖萨克1901年－2019年人口变化情况 |
|                                    |
| 数据来源：Cassini、INSEE           |

## 经济
普赖萨克是洛特省的一个区域性中心城市。截止2022年6月，普赖萨克市镇范围内共有各类用人单位（包含自雇）632家，平均历史为18年，均为中小型企业（PME），2022年4月至6月间，当地的经济活力指数为0.79%。（公路客运）、（远程销售）及（旅游接待）是当地2021年营业额最高的三个企业，分别为1,979,401欧元、469,543欧元和359,071欧元。

## 财政与居民收入
2020年，普赖萨克的财政收入总额为2,209,330欧元，财政支出总额为1,748,510欧元，当年的债务总额为2,048,950欧元。2021年，普赖萨克共获得408,038欧元的国家财政补助，比上一年增加了1.44%。
2019年，普赖萨克的人均月收入总额为1,895欧元，其中高级职员为3,348欧元，低于法国平均水平（4,230欧元）；中级职员为2,202欧元，低于法国平均水平（2,411欧元）；普通职员为1,602欧元，亦低于法国平均水平（1,740欧元）。
2018年，普赖萨克境内的青壮年（15至64岁）失业率为14.9%，当地45.8%的家庭拥有纳税资格，平均纳税2,090欧元，低于法国平均水平（3,910欧元）。

## 社会事务

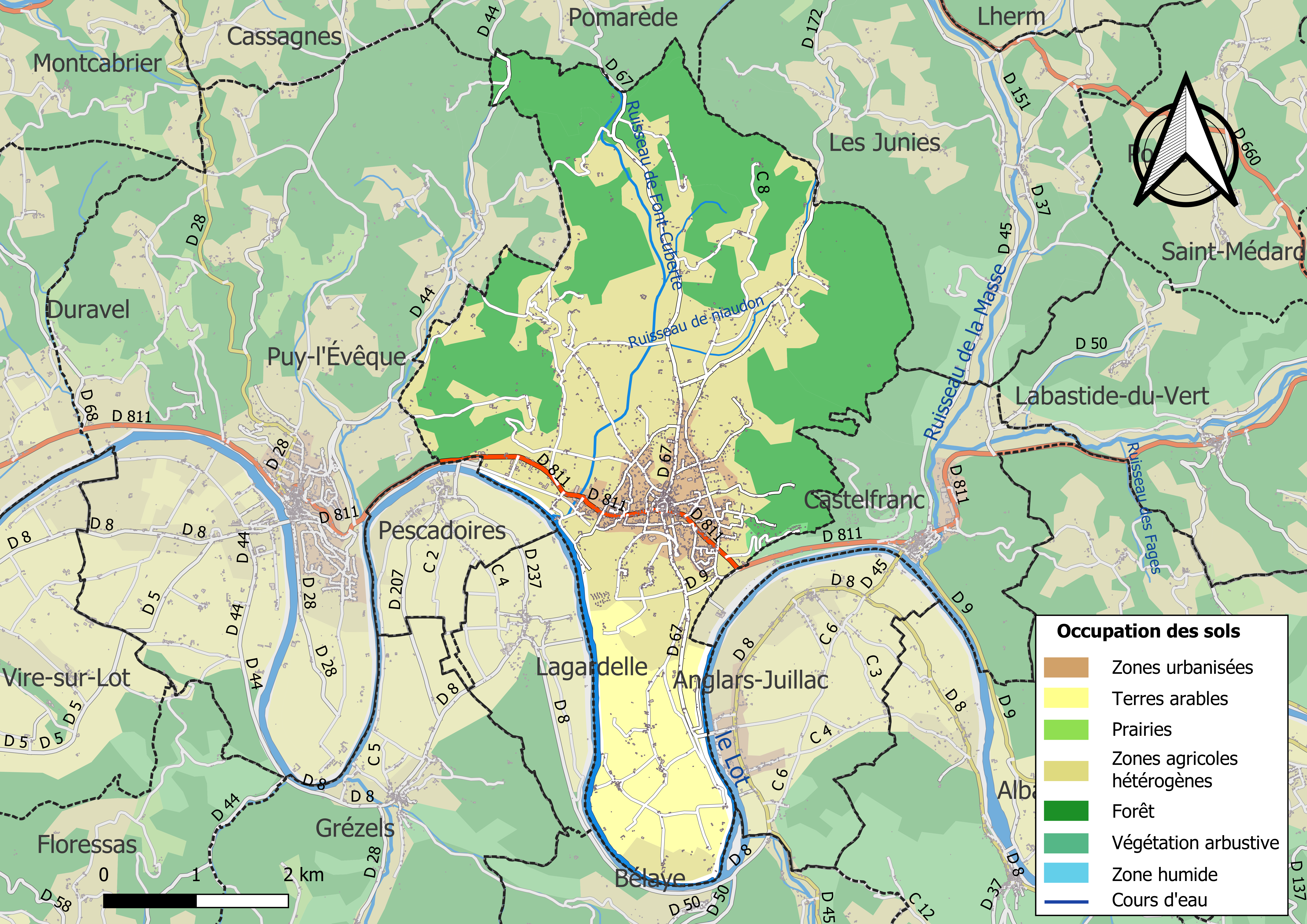
普赖萨克土地利用情况地图

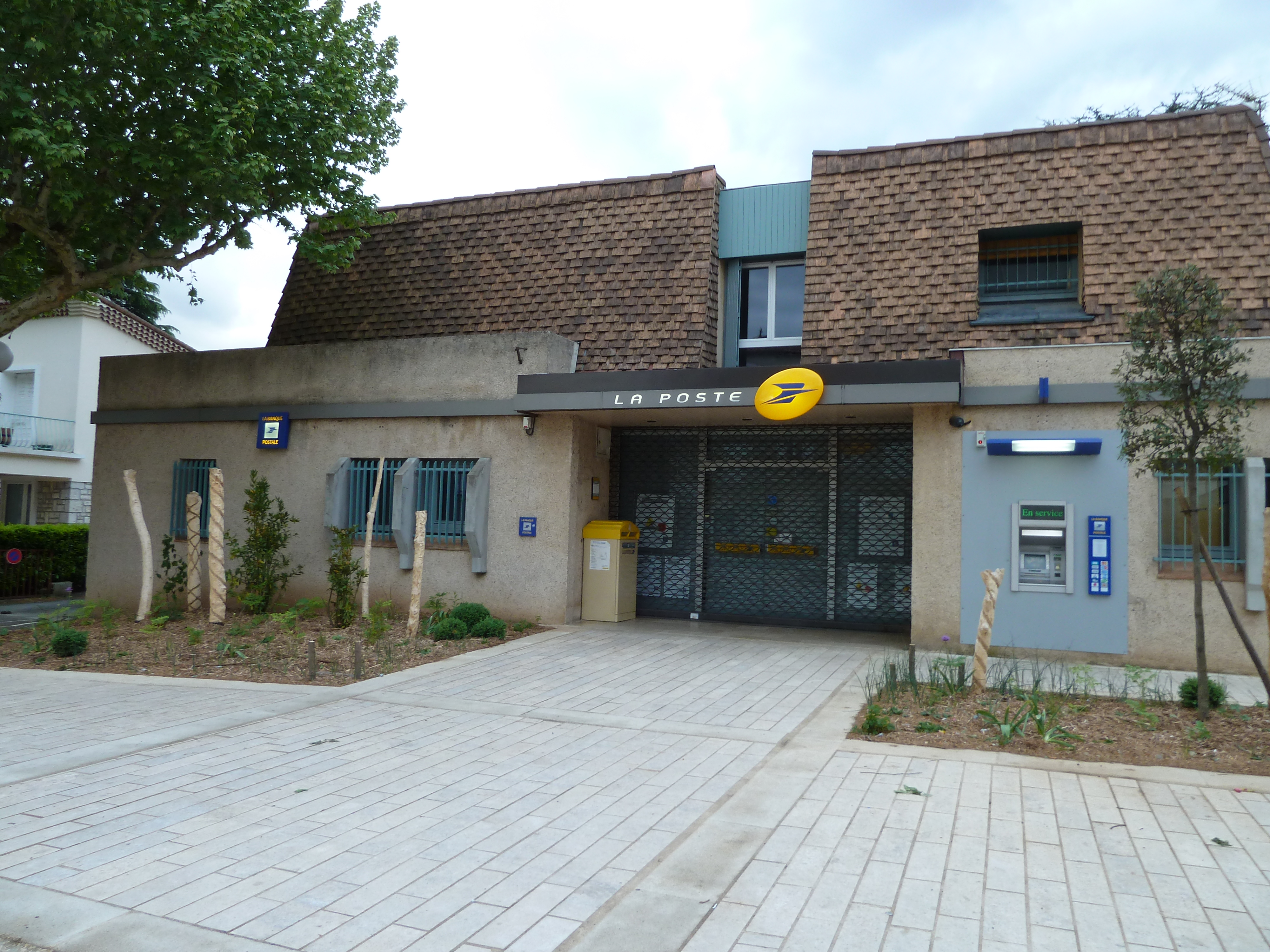
普赖萨克邮局

### 教育
普赖萨克属于图卢兹学区。截止2020年1月1日，普赖萨克境内共有1所幼儿园、1所小学、1所初级中学和1所农业高中。2018至2019学年度，普赖萨克境内共有在校中等教育阶段学生229名。

### 医疗
截止2020年1月1日，普赖萨克境内共有全科医生6名、保健师4名、牙医2名、护士23名和助产士3名。境内共有药房2家、养老院2家。
距离普赖萨克最近的区域性医疗机构为“菲梅勒中心医院”（Centre Hospitalier de Fumel），其主病区位于菲梅勒，距离普赖萨克市区的正常车程约24分钟，该院设有床位156个，是当地规模最大的公立综合性医院。

### 住房
2018年，普赖萨克境内共有各类住房1,668套，其中83.9%为独立式居民区，12.7%为集中式居民区。常住房屋占普赖萨克市镇范围内居民建筑总量的74.5%。
在住房保障政策方面，2020年，普赖萨克境内共有214户家庭获得了住房经济补助，受益人数占总人口数量的8.9%，其中204份为房租补助。

### 商业
2019年，普赖萨克境内共有各类实体商铺114家，其中餐厅14家、大型超市3家、杂货店2家、面包房6家、肉铺2家、书店2家、装饰品店1家、银行门店3家、美容美发店9家、汽车维修店11家。镇中心南部建有一家Intermarché购物商场。

### 体育
2020年，普赖萨克境内共有1间体育馆、1座综合体育场、2处网球场、1处足球或橄榄球场以及1处篮球或排球场。
截至2022年6月，普赖萨克境内共有三家注册足球俱乐部。皮莱韦克-普赖萨克足球俱乐部（Puy-l'Evêque Prayssac Football Club，编号）是当地的代表性足球队，其注册地址位于普赖萨克，该俱乐部主队2022至2023赛季参加洛特省足球联赛甲组（法国第九级别），其主场为市政球场（Stade municipal）。

### 环境
普赖萨克的环境事务由其所属的洛特河谷-葡萄园市镇公共社区负责。2019年，普赖萨克境内暂无污染企业。

### 治安
普赖萨克所在地是卡奥尔国家宪兵队（zone gendarmerie de Cahors）的管辖范围。2020年，该宪兵队辖区内共106个市镇累计发生各类案件1,261起，其中盗窃类案件591起，经济类案件247起，毒品交易类案件102起。

## 文化

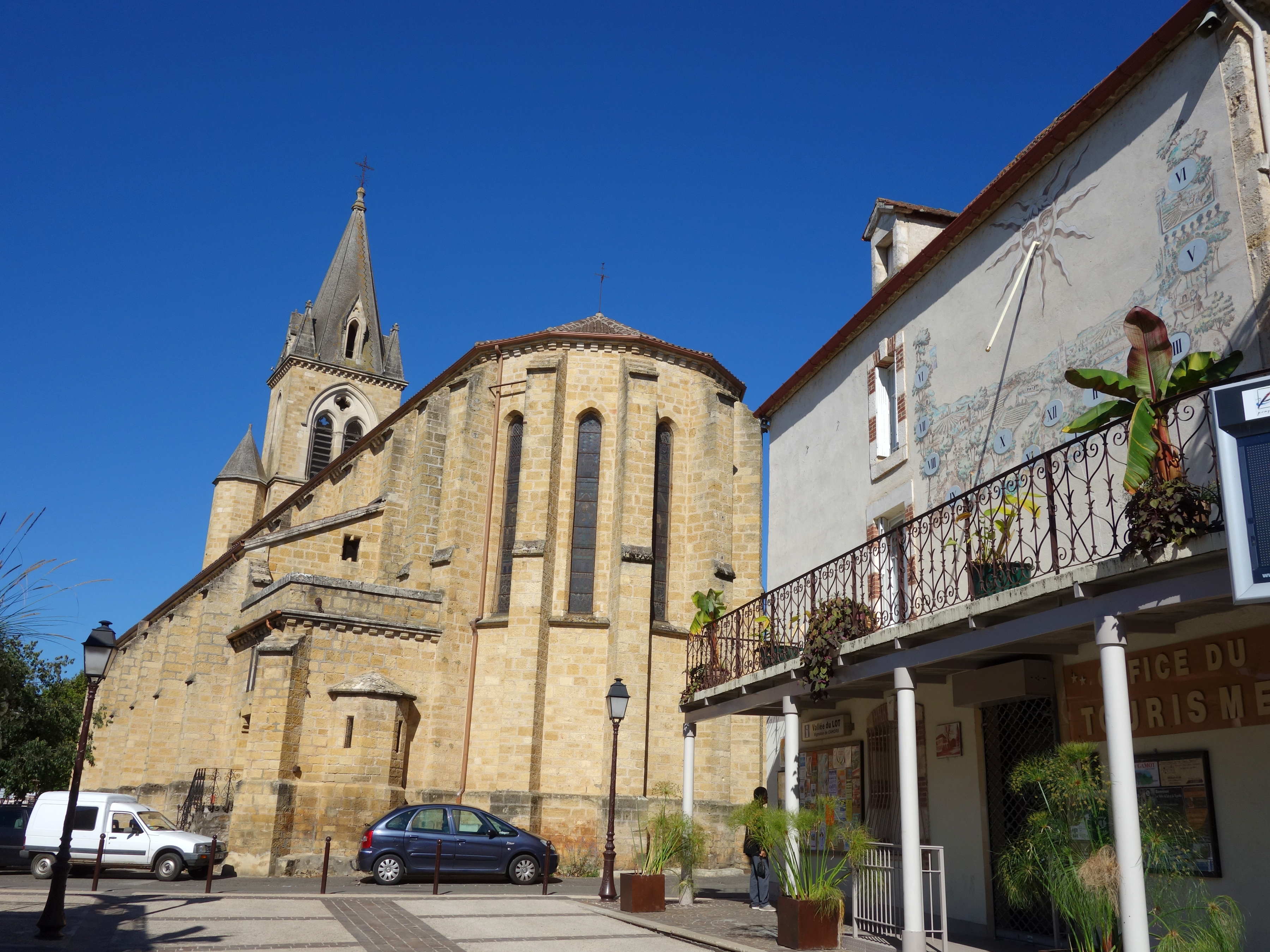
普赖萨克圣巴泰莱米教堂

2020年，普赖萨克境内有1家电影院。普赖萨克市政府提供市政图书馆，每周二、三、五、六向公众开放。

### 建筑
普赖萨克境内有多处历史建筑，位于镇中心的圣巴泰莱米教堂（Église Saint-Barthélemy de Prayssac）是当地的地标性建筑物。

### 旅游
普赖萨克的旅游事务由其所属的洛特河谷-葡萄园市镇公共社区负责。2021年，普赖萨克境内暂无任何游客接待设施。

### 媒体
法国主要的媒体均可在普赖萨克接收，法国电视三台下属的奥克西塔尼大区频道在部分时段播出普赖萨克所属区域的地方新闻。《南部追寻》是法国南部的重要地方性报刊媒体，总部位于图卢兹，在卡奥尔设有分支，负责包括普赖萨克在内的整个洛特省的发行。此外当地的主要地方性媒体还包括洛特传媒（Medialot）、蓝色法兰西奥克西塔尼广播等。

## 相关人物
法国元帅让-巴蒂斯特·贝西埃出生于普赖萨克，当地建有一处纪念雕像。

## 友好城市
截至2022年6月，普赖萨克共与一座城市互为友好城市关系：
- 法國 圣弗莱沃代卢